# Torres Altaire 1, 2, 3, 4
Las Torres Altaire 1, 2, 3, 4 serán cuatro rascacielos ubicados en Prolongación Laureles #571 y #572, Colonia. Lomas del Chamizal, Cuajimalpa en Ciudad de México, vecino de la zona residencial y comercial más exclusiva de México, Bosques de las Lomas. Para ser más exactos se convertirán en uno de los edificios más altos de la Ciudad de México y en la quinta, sexta, séptima y octava torres más altas de la Zona Metropolitana de la Ciudad de México.
La construcción de la Torre Altaire 1 inició en junio de 2007 y concluyó a mediados del año 2010. La construcción de la Torre Altaire 2 presenta un avance del 90% y se prevé que la entrega sea en verano del 2015.  El proyecto arquitectónico de las Torres Altaire 3 y 4 se modificó y se planea renombarlas como Torre Lux y Torre Miralta, respectivamente.
El acceso a las torres es mediante el Puente Vidalta, un puente atirantado privado, inaugurado en 2013, ubicado en Av. Bosque de Pirules esquina con Avenida Stim, Lomas del Chamizal, México, D.F.

## Características
- La altura de la Torre Altaire 3 será de 152 m y tendrá 44 pisos.

- La altura de la Torre Altaire 1 será de 140 m y tendrá 40 pisos.

- La altura de la Torre Altaire 2 será de 140 m y tendrá 40 pisos.

- La altura de la Torre Altaire 4 será de 140 m y tendrá 37 pisos.

- Contarán con un total de 32 elevadores (ascensores) de alta velocidad que se moverán a una velocidad de 6.8 metros por segundo.

Proyecto desarrollado por Grupo Altiva Inmobiliario entre 2007-2012.
Proyecto Ejecutivo:
Vidalta es la obra maestra de Arq. Carlos Tejeda. 
Arq. Carlos Tejeda murió antes de que pudiera presenciar su construcción.
Arq. Carlos Tejeda (1948-2006)
en colaboración con
GF +G
Superficie de terreno: 100.000 m²
Superficie de desplante: 34.213 m²
Superficie total del parque: 10.008 m²
Áreas verdes: 73.396 m²
Total construcción: 327.746 m²
Total edificios: 12
490 departamentos distribuidos en 4 torres de 37 a 42 niveles y 
58 departamentos en tres edificios bajos de 11 a 12 niveles.
Edificio de servicios, como restaurante, spa, gimnasio, salón de usos múltiples, ludoteca, Casa Club, y Estacionamiento para 1.855 autos.

## Detalles importantes
- Cabe destacar que serán una de las torres de condominios más altas de América Latina  y unas de las más altas del mundo.

- Formarán parte del Skyline de Ciudad de Santa Fe y limitarán con el Distrito Federal, perteneciendo la zona de la Torre al Área Conurbada de la Ciudad de México y serán vecinas de la Torre Altus está actualmente la más alta de la Zona Metropolitana de la Ciudad de México.

- Serán 3 torres gemelas de 140 metros y una de 152 metros está siendo la más alta.

- Las Torres Altaire 1 y 2 estarán ancladas en 100 pilotes de concreto que penetraran a 25 m la zona más blanda, llegando a un suelo más firme.

- Las Torres podrán soportar un terremoto de 8,5 en la escala de Richter.

- El área total la Torre Altaire 2 será de 35.000 m² y el de la Torre Altaire 1 será de 32.000 metros cuadrados.

- Contaran con un total de 600 departamentos.

- La altura de piso a techo por planta es de 33 dm y contara con 38 departamentos y un pent house   en dos plantas (37 y 44).

- La Torre Altaire 2 contara con club de golf, centro comercial privado, gimnasio, spa, piscina, helipuerto, recepción, 11 elevadores, aparcamiento subterráneo de cinco pisos y sistemas de seguridad de última generación.

- Los precios por inmueble en éste rascacielos oscilaran entre uno y cuatro millones de dólares, sin contar que aparte hay que pagar una comunidad de entre 1000 y 2000 dólares mensuales de forma vitalicia al igual que en Torre Altus.

- Serán consideradas las Torres edificios inteligente, debido a que el sistema de luz es controlado por un sistema llamado B3, al igual que el de Torre Mayor, Torre Ejecutiva Pemex, World Trade Center México, Reforma 222 Centro Financiero, Arcos Bosques, Arcos Bosques Corporativo, Torre Latinoamericana, Edificio Reforma 222 Torre 1, Haus Santa Fe, Edificio Reforma Avantel, Residencial del Bosque 1, Residencial del Bosque 2, Torre del Caballito, Torre HSBC, Panorama Santa fe, City Santa Fe Torre Amsterdam, Santa Fe Pads, St. Regis Hotel & Residences, Torre Lomas.

- Se encuentran en una de las reservas de bosque más importantes de la Ciudad de México.

- Los materiales de construcción que se utilizaran en las torres serán: concreto armado en la mayor parte de la estructura, vidrio y aluminio en una cuarta parte de todo el rascacielos.

## Datos clave
- Altura- Torre 3: 152 metros, Torre 4: 140 metros, Torre 2: 140 m, Torre 1: 140 m
- Espacio total - 80,000 metros cuadrados.
- Pisos- 7 niveles subterráneos de estacionamiento y 44 pisos.

## Ficha técnica Torre Altaire 3
- Condición: 	En construcción.
- Posible nombre definitivo: Torre Miralta.
- Rango: 	
  - En Latinoamérica: 40.º lugar
  - En el área Metropolitana de Ciudad de México: 5º lugar
  - En México: 2011: 21.er lugar
  - En Ciudad de México: 2011: 14º lugar
- Año: 	 2009
- Categoría: 	Rascacielos

## Ficha técnica Torre Altaire 1
- Condición: 	En construcción.
- Rango: 	
  - En Latinoamérica: 60.º lugar
  - En el área Metropolitana de Ciudad de México: 6º lugar
  - En México: 2011: 25º lugar
  - En Ciudad de México: 2011: 18º lugar
- Año: 	 2009
- Categoría: 	Rascacielos

## Ficha técnica Torre Altaire 2
- Condición: 	En construcción 2008.
- Entrega: verano 2015.
- Rango: 	
  - En Latinoamérica: 60.º lugar
  - En el área Metropolitana de Ciudad de México: 7º lugar
  - En México: 2011: 26º lugar
  - En Ciudad de México: 2011: 19º lugar
- Año: 	 2009
- Categoría: 	Rascacielos

## Ficha técnica Torre Altaire 4
- Condición: 	En construcción 2008.
- Posible nombre definitivo: Torre Lux.
- Rango: 	
  - En Latinoamérica: 60.º lugar
  - En el área Metropolitana de Ciudad de México: 8º lugar
  - En México: 2011: 27º lugar
  - En Ciudad de México: 2011: 20º lugar
- Año: 	 2012
- Categoría: 	Rascacielos.